# Werner Lorenz
Werner Lorenz (Grünhof, 2 ottobre 1891 – Amburgo, 13 marzo 1974) è stato un generale tedesco, alto ufficiale delle SS, fu direttore dell'Hauptamt Volksdeutsche Mittelstelle (Direzione generale del benessere dei tedeschi etnici, abbreviato VOMI), un'organizzazione incaricata di risistemare i tedeschi etnici provenienti dall'Europa all'interno del reich tedesco, e della colonizzazione delle terre occupate dall'esercito tedesco durante la seconda guerra mondiale, dopo la guerra fu condannato al carcere per crimini contro l'umanità nel 1948, venne rilasciato nel 1955 e morì da uomo libero nel 1974.

## Biografia
Lorenz nacque a Grünhof (ora Postomino nel Distretto di Sławno in Polonia) vicino a Słupsk nell'allora Provincia della Pomerania. Suo padre era un guardiano delle foreste. Nel 1909 entrò nell'accademia militare tedesca. Servì durante la prima guerra mondiale da prima come ufficiale di cavalleria e poi come pilota nella Luftstreitkräfte (l'aeronautica militare dell'Impero tedesco). Dopo la guerra lavorò come guardia di confine e come contadino. In seguito acquistò una terra e un'industria di proprietà a Danzica. Attraversò la figlia Rosemarie divenne suocero del famoso giornalista Axel Springer.
Nel 1929 si iscrisse al Partito nazista e nelle SS nel 1931. Due anni dopo ebbe un incarico politico attivo come membro del Landtag dello Stato libero di Prussia, come membro del Reichstag e come impiegato nel consiglio di stato di Amburgo.
Nel novembre 1933 fu promosso al grado di SS-Gruppenführer (Tenente generale) e guidò la divisione superiore nord delle SS ad Altona dal 1934 al 1937. Nel gennaio 1937, fu nominato direttore dell'agenzia del Partito nazista incaricata del benessere dei tedeschi etnici (Volksdeutsche) che vivevano al di là dei confini della Germania nazista l'Hauptamt Volksdeutsche Mittelstelle. In seguito all'inizio della seconda guerra mondiale, il VOMI prese l'incarico di risistemare i tedeschi etnici nei territori occupati dall'esercito tedesco, e della "germanizzazione" dei bambini stranieri come anche di quelli polacchi e sloveni. Alcune fonti affermano che Lorenz fosse il "meno radicale" all'interno degli alti ranghi delle SS. Dal 1940 fu anche attivo, dislocato a Bolzano, nell'organizzazione delle Opzioni in Alto Adige.
In seguito all'Invasione tedesca della Polonia nel 1939, Lorenz fu incaricato di ripartire le terre confiscate e le proprietà e di gestire gli affari dei Volksdeutsche in altre parti occupate dalle truppe tedesche nell'Europa dell'Est. Il VOMI, che era in attività all'interno del Partito nazista, aveva il compito di prendere il controllo di ogni distretto dopo che le popolazioni native erano state espulse dalle loro case e terre. Ai coloni tedeschi vennero affidate le terre confiscate da lavorare sotto il controllo degli ufficiali del VOMI. In rispetto del suo lavoro internazionale, Lorenz fu nominato plenipotenziario per le relazioni estere dal vice di Adolf Hitler, Rudolf Hess.
Nel giugno 1941 il VOMI fu assorbito all'interno del Commissariato del Reich per il rafforzamento della germanicità diretto dal capo delle SS Heinrich Himmler. L'RKFDV era un'organizzazione controllata dalle SS che aveva l'autorità di dire chi era tedesco, dove potevano vivere i tedeschi etnici e quali popolazioni dovevano essere liquidate o annientate per fare posto ai tedeschi etnici sistemati in determinate terre dall'Europa dell'Est durante l'operazione "Heim ins Reich". Come capo del RKFDV Himmler dette ordine alle Einsatzgruppen (squadroni della morte delle SS) e ad altre unità di polizia delle SS di radunare e eliminare gli Ebrei, gli Slavi e i Rom. Lorenz rimase a capo delle operazioni di sistematizzazione dei Volksdeutsche in quelle determinate zone che erano state liberate da qualsiasi etnia indesiderata. Fu anche responsabile degli ufficiali del VOMI che si incaricavano di redistribuire tutte le proprietà personali strappate agli Ebrei durante l'Operazione Reinhard nel Governatorato Generale dal 1942 al 1943.
Nel tardo 1942 Lorenz rimase seriamente ferito in un incidente automobilistico in Bosnia ed Erzegovina mentre stava supervisionando l'evacuazione dei tedeschi etnici dalla regione da parte del VOMI. Nel 1936 era stato promosso al grado di SS-Obergruppenführer (Generale di corpo d'armata).
Alla fine della seconda guerra mondiale, Lorenz fu arrestato e inviato in un campo di internamento in Inghilterra. Fu condannato a 20 anni di carcere durante il processo al RuSHA a Norimberga il 10 marzo 1948. In seguito la sua condanna fu ridotta e fu rilasciato dal carcere nel 1955. Morì ad Amburgo nel 1974.